# Витулано
Витулано (итал. Vitulano) је насеље у Италији у округу Беневенто, региону Кампанија.
Према процени из 2011. у насељу је живело 1970 становника. Насеље се налази на надморској висини од 431 м.

## Становништво
| 1931. | 1936. | 1951. | 1961. | 1971. | 1981. | 1991. | 2001. | 2011. |
| ----- | ----- | ----- | ----- | ----- | ----- | ----- | ----- | ----- |
| 3.279 | 3.195 | 3.537 | 3.212 | 3.109 | 3.319 | 3.094 | 3.029 | 2.930 |